# Daszów
Daszów – wieś w Polsce położona w województwie dolnośląskim, w powiecie górowskim, w gminie Jemielno.

## Podział administracyjny
W latach 1975–1998 miejscowość administracyjnie należała do województwa leszczyńskiego.

## Historia
W roku 1308 biskup wrocławski Henryk i kanonik głogowski Mikołaj uzgodnili między sobą pobieranie dziesięciny w okręgu wąsoskim. Daszów miał opłacać dziesięcinę kanonii głogowskiej. To jest pierwsza wzmianka w dokumentach o tej wsi. W roku 1361 dziedzicem wsi był prawdopodobnie Wawrzyniec Czarnoborski. W roku 1485 nabyli posiadłość bracia Baltzer, Clement i Peter Stissel (Stossel). Byli oni zobowiązani pełnić służbę wojskową dla księcia w sile dwóch koni rycerskich. W roku 1550 Hans Stussel musiał sprzedać wieś, popadłszy w długi przez udzielenie poręczenia. W roku 1563 posiadłość przeszła na Oswalda von Tschammer. Jego środki pieniężne wydawały się początkowo bardzo małe. Poza trzema końmi miał podobno tylko łańcuch wartości 100 dukatów i 70 talarów w gotówce. Po śmierci ojca otrzymał jako odszkodowanie za dobra w Osetnie 3000 talarów. Ale wydaje się, że był skrzętnym gospodarzem i dobrym przedsiębiorcą. Oprócz Daszowa nabył także sąsiednie Psary. Daszów pozostawał w posiadaniu Tschammerów do roku 1784. Georg Ernst von Tschammer kazał w latach 1727–1729 odbudować zaniedbany zamek i umieścić nad drzwiami wejściowymi herb Tschammerów. George Ernst był pierwszym pruskim starostą powiatu wołowskiego. W roku 1784 jego syn Georg Caspar sprzedał posiadłość za 39 500 talarów reńskich i dodatkowo 100 dukatów w monetach. W roku 1787 w skład Daszowa wchodził majątek dziedzica, szkoła, 5 gospodarstw siedlaczych, 45 zagrodników, młyn wodny, wiatrak, dom gminny. Do tego należał jeszcze folwark Heidan z 6 zagrodami zagrodniczymi. Liczba mieszkańców wynosiła 397. Tłumaczył: Krawczyński L.; Daszów, Wieści Gminne 1996 nr 1-2 s. 3

## Zabytki
Do wojewódzkiego rejestru zabytków wpisany jest obiekt:
- pałac, z lat 1547-63, przebudowany: powiększany i przebudowany w stylu barokowym w latach 1729-35, restaurowany w 1898-1906.